# Cieśnina Witiaz
Cieśnina Witiaz (ang. Vitiaz Strait, ros. Пролив Витязь) – cieśnina oddzielająca Nową Brytanię od półwyspu Huon, w północno-wschodniej Nowej Gwinei.
Cieśnina została nazwana przez rosyjskiego podróżnika Nikołaja Nikołajewicza Mikłucho-Makłaja dla upamiętnienia korwety „Witeź”, na pokładzie której żeglował od października 1870, odbywając podróż z Ameryki Południowej na wyspy Pacyfiku i docierając w te strony we wrześniu 1871 roku.

## Hydrografia
Głęboka na 1200 metrów cieśnina stała się obiektem zainteresowania oceanografów z Australii i USA, którzy badali jej wody w latach 1985, 1986, 1988, 1991 i 1992 w ramach szeroko zakrojonego projektu Western Equatorial Pacific Ocean Circulation Study (WEPOCS).
Przez Vitiaz Strait przepływa z południa na północ prąd morski niosący mocno zasolone i dotlenione masy wody z Morza Salomona.

## Pierwsi Europejczycy
Abel Tasman w roku 1643 widział leżącą w cieśninie wyspę Umboi, ale nie zorientował się, że cieśnina oddziela ją od brzegów Nowej Gwinei. William Dampier sporządził mapę cieśniny pomiędzy Umboi i Nową Brytanią (Cieśnina Dampiera) w roku 1700. Dampier ustalił, że masa lądowa, którą sam nazwał Nową Brytanią, jest wyspą. Żeglując na północ naniósł na mapę i nazwał szereg wysp i wysepek położonych pomiędzy cieśniną swego imienia a Vitiaz Strait: Sir George Rook’s Island (później Rooke Island, obecnie Umboi Palau), Long Island (Arop Palau) i Crown Island.

## II wojna światowa
W czasie walk na Nowej Gwinei (1942-1945), Vitiaz Strait nabrała ogromnego znaczenia strategicznego. 8 marca 1942 roku w Lae i Salamaua nad zatoką Huon wylądowały dwa bataliony armii japońskiej, co dało jej kontrolę nad cieśninami Vitiaz i Dampiera, jednak utraciła ją gdy w październiku wojska australijskie zdobyły Finschhafen, zaś siły US Army dokonały lądowania na Nowej Brytanii w grudniu 1943 roku. Generał Douglas MacArthur 12 lutego 1944 roku ogłosił, że wojska amerykańskie zajęły nie bronioną Rooke Island (Umboi).